# Ліга Іль-де-Франс з футболу
Ліга Париж-Іль-де-Франс з футболу (фр. Ligue de Paris Île-de-France de football) — аматорське футбольне змагання для клубів з міста Париж і паризького регіону Іль-де-Франс. Належить до французької футбольної федерації, створеної в 1919 році і відповідає за організацію футбольних змагань на рівні Іль-де-Франс.
Датою заснування Ліги Іль-де-Франс формально вважають 1919 рік, коли розпочався перший футбольний турнір для паризьких команд. Всі футбольні клуби Парижу і його околиць, що належали до союзу французьких спортивних товариств приєдналися до ліги в 1921 році. В 1961 році отримала назву Паризька футбольна асоціація, а в 1981 році остаточно прийняла нинішню назву, щоб асоціюватись з усім регіоном Іль-де-Франс, а не тільки з Парижем. До 1932 року участь у чемпіонаті брали фактично усі найсильніші футбольні клуби Парижу. Після створення Професіональної футбольної ліги в сезоні 1932/33, у паризькій лізі лишились лише ті клуби, що не отримали професіонального статусу. Основним змаганням, організованим Лігою на даний момент, є чемпіонат Іль-де-Франс, який дає право переможцю взяти участь у аматорському чемпіонаті Франції. Ліга також відповідає за організацію перших раундів Кубка Франції з футболу та управління регіональним жіночим футболом.

## 1919—1932
З 1919 по 1932 рік змагання проводилось для найсильніших футбольних клубів Парижу. Його переможцями були: 
- 1920 «Ред Стар»
- 1921 «Олімпік»
- 1922 «Ред Стар»
- 1923 не проводився / «Олімпік»[1]
- 1924 «Ред Стар» / «Олімпік»[2]
- 1925 «Стад Франсе»
- 1926 «Стад Франсе»
- 1927 «СА Париж»
- 1928 «Стад Франсе»
- 1929 «Клуб Франсе»
- 1930 «Клуб Франсе»
- 1931 «Расінг»
- 1932 «Расінг»

Також у цей період двічі був проведений Кубок Парижу з футболу. 
- 1922 КАСЖ
- 1923 «Олімпік»

## Після 1932 року
Після створення професіональної футбольної ліги в 1932 році, в чемпіонаті Парижу брали участь лише аматорські клуби. Кубок Парижу проводився в 1935-1938 роках, а також з 1947 року і донині. 